# Myriam Baverel
Myriam Baverel, née le 14 janvier 1981 à Chambéry dans la Savoie, est une taekwondoïste française,,.

## Biographie
Elle a grandi à Niort dans les Deux-Sèvres, où elle a notamment pratiqué le patinage artistique. Myriam Baverel commence le taekwondo en 1990. En 1996, trois mois après avoir commencé ce sport, elle devient championne de France juniors et sera quart de finaliste aux championnats du Monde seniors en 1997. Quatre années après avoir commencé ce sport au sojjok kwan, elle dispute ses premiers Jeux olympiques à Sydney à seulement 19 ans. Elle est battue en quart de finale et se classe à la 5ème place. En 2003, elle devient vice-championne du monde. Une deuxième place au tournoi mondial de qualifications olympiques lui permet de gagner sa place pour les Jeux olympiques d'Athènes organisés en 2004. 
Par la suite, elle devient entraîneur national au pôle taekwondo au CREPS d’Aix-en-Provence puis à l'Institut national du sport, de l'expertise et de la performance . 
Elle est élue trois fois meilleure entraîneur du monde en 2009, 2013 et 2014. 
L'équipe de France féminine est devenue la meilleure nation européenne de taekwondo en 2010 et 2012 et a figuré dans le top trois mondial en 2011 et 2013 sous sa direction. 
En 2013, lors d’une séance d’entraînement après un énième débordement (insultes, menaces, violence) de Myriam Baverel envers la médaillée Olympique et Double Championne d’Europe Marlene Harnois, le conflit devient médiatisé. La Championne franco-québéçoise dénoncera publiquement des faits gravissimes et pratiques illégales de la part de l’entraîneur ce qui déclenchera l’affaire Harnois. De nombreuses athlètes du collectif soutiendront les déclarations de Marlene Harnois. Poursuivi en diffamation par Myriam Baverel, Marlene Harnois sera relaxée dans le cadre du procès en diffamation.
En 2016, à la suite d'une multitude d'accusations de harcèlement moral et de relations sexuelles en position d’autorité, elle est démise de ses fonctions.
Malgré les différents faits cités ci-dessus, elle intégrera de nouveau la fédération à un poste de directrice adjointe de haut-niveau. https://fr.linkedin.com/in/myriam-baverel-oly-343264126

## Palmarès

### Jeux olympiques
- Jeux olympiques de 2000 à Sydney (Australie) :
  - 5e Battue lors des éliminatoires dans la catégorie des plus de 67 kg (poids lourds).

- Jeux olympiques de 2004 à Athènes (Grèce) :
  -  Médaille d'argent dans la catégorie des plus de 67 kg (poids lourds).

### Championnats du monde
- Championnats du monde 2003 à Garmisch-Partenkirchen (Allemagne) :
  -  Médaille d'argent dans la catégorie des moins de 72 kg.

### Divers
- 1er Open d'Australie 1998
- 1er Open de Belgique 2003
- 2e Open du Mexique 2003